# الساندرا آموروسو
الساندرا آموروسو (به انگلیسی: Alessandra Amoroso) (زاده ۱۲ اوت ۱۹۸۶) خوانندهٔ ایتالیایی است.